# 나카지마촌 (이시카와현 노미군)
나카지마촌(中島村)은 이시카와현 노미군에 설치되었던 촌이다.

## 역사
- 1889년 4월 1일 - 정촌제 시행에 의해 6촌의 구역을 가지고 나카지마촌이 성립하였다.
- 1907년 8월 5일 - 나카지마촌, 구사부카촌, 스나가와촌이 합병해 가와키타촌이 성립하였다.

## 참고문헌
- 角川日本地名大辞典 17 石川県